# Стафёров, Валерий Викторович
Вале́рий Ви́кторович Стафёров (17 февраля 1946, Свердловск, РСФСР, СССР) — советский футболист, полузащитник. Мастер спорта СССР.

## Биография
Родился 17 февраля 1946 года в Свердловске в семье футболиста Виктора Стафёрова.
Воспитанник ДЮСШ «Уралмаш». С 1964 года выступал за первую команду. Спустя два года перешёл в московское «Торпедо», в составе которого дебютировал в высшей лиге, за два сезона сыграв 16 матчей и забив 3 мяча в чемпионате. В 1969 вернулся в Свердловск, но сезон сложился для команды неудачно — «Уралмаш» вылетел в первый дивизион, заняв предпоследнее место в итоговой таблице.
С 1971 по 1973 годы играл за «Металлург» Липецк. Провёл сезон в московском «Локомотиве», на тот момент команде первой лиги.
Завершал карьеру игрока в Калуге, где был играющим тренером.
Работал детско-юношеским тренером. Среди воспитанников Стафёрова — игрок сборной России Александр Кокорин, игрок молодёжной и олимпийской сборных России Игорь Лебеденко, Пётр Немов, Алан Гатагов и полузащитник клуба «СКА-Хабаровск» Николай Калинский.